# رريك
رريك (بالألمانية: Rerik) هي بلدة ألمانية تقع في ألمانيا في مكلنبورغ فوربومرن. يقدر عدد سكانها بـ 2,355 نسمة .